# Estradiote
El estradiote era un soldado de a caballo, superior en calidad al arcabucero a caballo e inferior al caballo ligero.
El 20 de julio de 1507 formó parte de la caballería española un nuevo cuerpo conocido con el nombre de estradiotes. Fue este una compañía de caballos ligeros, que al mando del capitán Francisco Valdés trajo desde Italia acompañando al rey Fernando II. 
Estaba formado y organizado del mismo modo que los cuerpos de esta clase, que militaban al servicio de los venecianos en Morea y Albania. Sus armas defensivas eran un bacinete y el alpartaz sobre el cual llevaban el ojaco, que no era otra cosa que el jaco o jaquetón, y las ofensivas lanza, espada y martillo de armas. Había en cada compañía una sección de escopeteros. 
El resto de la fuerza iba armada de lanza con gocete y veleta, espada, puñal, martillo de armas, coselete de ristre, celada con babera, medios quijotes, guardabrazos ligeros y sayo de un color. Los caballos llevaban media silla y freno-gineta.